# 구글+
구글+(구글플러스, Google+, Google Plus, G+)는 구글이 운영하였던 소셜 네트워크 서비스이다. 2011년 6월 28일 초대장이 있는 사람만 가입할 수 있게 이 서비스를 시작했다. 2011년 9월 20일부터 구글+는 18세 이상이면 초대장이 없이 가입할 수 있게 되었고, 2012년 1월 26일부터 대부분의 나라에서는 13세 이상, 대한민국 및 오스트리아에서는 14세 이상, 베트남에서는 15세 이상, 대부분의 유럽 연합 회원국에서는 16세 이상이면 가입할 수 있다.
구글+는 웹사이트와 모바일 장치에서 이용 가능했다. 뉴욕 타임스 등은 2011년 9월 기준 8억 명의 사용자가 있는 세계 최대의 소셜 네트워크 서비스인 페이스북과 경쟁하려는 것을 구글의 가장 큰 도전이라고 말했다. 구글플러스는 구글 버즈, 구글 친구 연결 및 오르컷을 뒤이은, 구글이 소셜 네트워크 서비스에 진출하는 4번째 시도라고 볼 수 있다.
저조한 사용자 참여와 폐쇄된 소프트웨어 디자인 결함으로 인해 구글+ 개발자 API는 2019년 3월 7일 중단되었으며 구글+는 2019년 4월 2일 기업 및 개인을 대상으로 종료되었다.

## 역사
2011년 6월 28일, 웹 상에서 보다 더 현실처럼 공유하기라는 슬로건을 내걸고 초대장이 있는 사람만 가입할 수 있게 이 서비스를 시작했다.
2012년 1월 19일 기준으로 구글플러스 사용자는 9천만 명을 넘었다. 그리고 이용자 감소로 인해, 2019년 4월 2일 서비스가 종료되었다.

## 기능

### 홈 스트림
홈스트림은 다른 사용자가 공유한 소식이 내게 표시되는 곳이다. 홈스트림을 내게 가장 흥미 있는 콘텐츠로 채우려면 소식 모음을 팔로우하거나 커뮤니티에 참여하여 콘텐츠를 내 홈 스트림에 표시한다. Google에서 내가 좋아할 것으로 판단하는 유명 콘텐츠인 추천 콘텐츠를 표시할 수도 있다.

### 공유
소식을 공유함으로써 Google+에서 링크, 동영상, 사진, 글 등을 공유할 수 있다. 다른 사용자가 나 또는 내가 소식을 공유한 내 소식 모음이나 커뮤니티를 팔로우하면 내 소식이 그 사용자의 스트림에 표시될 수 있다. 또한 내가 공유한 소식이 나를 팔로우하지 않은 다른 사용자에게 추천될 수도 있다. Google+에서 공유 대상을 선택한다. 소식을 공유할 때 그 소식을 공유하려는 커뮤니티, 소식 모음 또는 특정 사용자를 선택하거나 공개적으로 공유할 수 있다.

### 팔로우
Google+에서 다른 사용자를 팔로우하면 그 사용자가 내 홈 스트림에 게시한 소식을 볼 수 있다. 다른 사용자를 팔로우하면 그 사용자는
- 내 '팔로잉' 서클에 추가된다.
- 내가 그 사용자를 팔로우함을 알리는 알림을 받을 수 있다.
- 내가 그 사용자를 팔로우함을 알 수 있다.
- 내가 그 사용자로부터 볼 수 있는 항목을 선택할 수 있다.
- 내 '팔로잉' 서클과 공유하는 항목 및 이전에 공유한 항목을 알 수 있다.

### +1
+1 버튼을 사용하여 다른 사용자가 게시한 소식이 마음에 든다는 것을 표시할 수 있다. 페이스북의 "좋아요"기능과 같은 기능이다.

### Google+ 핫이슈
다른 google+ 유저가 어떤 글에 +1, 댓글 등의 관심을 가장 많이 보였는지 보여준다. 트위터의 "Trending Topics"과 유사한 기능이다.

### 서클
서클을 사용하여 내가 소식을 공유할 사용자를 관리할 수 있다. 서클에 사용자를 추가한 다음 소식 모음이나 소식을 서클과 공유하면 그 사용자만 볼 수 있다. 다른 사용자를 서클에 추가하면 내가 사용자를 서클 중 하나에 추가했다는 알림이 사용자에게 전송된다. 내가 소식을 추가하기 전에 서클과 공유한 소식을 포함하여 내가 서클과 공유한 모든 항목이 표시된다. 내가 서클에 추가한 사용자도 나와 행아웃을 즐길 수 있다.

### 소식 모음
소식 모음을 사용하여 관심사를 기반으로 소식을 정리한다. 내 관심사를 기반으로 다른 사용자의 소식 모음을 팔로우할 수 있으므로 내 스트림이 보고 싶은 콘텐츠를 포함하게 된다. 소식 모음을 사용하면 내가 원하는 사람들과 콘텐츠를 공유할 수 있다. 소식 모음을 만들 때 소식 모음을 볼 수 있는 사용자를 선택한다. 다른 사람은 내 특정 소식 모음을 팔로우하도록 선택할 수 있으므로 관심사가 아닌 소식은 표시되지 않는다.

### 커뮤니티
커뮤니티를 사용하여 내 소식을 공유하는 사용자와 대화해 보세요. 커뮤니티는 설정에 따라 공개일 수도 비공개일 수도 있다. 커뮤니티에 속한 사용자는 누구든지 소식을 게시하고 그 커뮤니티에 공유된 소식에 댓글을 달 수 있다. 내가 참여한 커뮤니티의 소식은 내 스트림에 표시될 수 있다.

#### 소식 모음 및 커뮤니티 비교
소식 모음은 한 사용자가 만들며 그 사용자만 소식 모음에 소식을 게시할 수 있다. 다른 사용자의 소식 모음을 팔로우하여 공유하는 항목을 볼 수 있지만, 다른 사용자의 소식 모음에 소식을 공유할 수는 없다. 커뮤니티는 2명 이상의 소유자와 운영자가 있을 수 있으며 다른 사용자는 그 커뮤니티에 가입할 수 있다. 커뮤니티의 멤버가 되면 커뮤니티에 소식을 게시할 수 있다. 커뮤니티의 멤버는 본인의 홈 스트림에서 내 소식을 볼 수 있다.

## 같이 보기
- 아파치 웨이브
- 오르컷